# Friedrich Georg Weitsch
Friedrich Georg Weitsch, né le 8 août 1758 à Brunswick et mort le 30 mai 1828 à Berlin, est un peintre et graveur allemand.

## Biographie
Après avoir commencé sa formation artistique avec son père, Pascha Johann Friedrich Weitsch (de), Weitsch a poursuivi ses études à l’Académie des beaux-arts de Düsseldorf. Au terme d’un voyage à Amsterdam et en Italie de 1784 et 1787, il est rentré au pays où il est devenu peintre de cour du duc de Brunswick. En 1794, il devient membre de l’Académie des arts de Berlin dont il devient le directeur en 1798, succédant à Bernhard Rode.
Son œuvre consiste en paysages, histoire et peinture religieuse, et portraits des autorités royales et civiles, ces derniers montrant l'influence d’Anton Graff. Certains sont au musée Herzog-Anton-Ulrich, au Städtisches Museum et au Braunschweigisches Landesmuseum, tous à Brunswick. Il a également peint un portrait d’Alexander von Humboldt et un paysage imaginé avec Humboldt et Aimé Bonpland en Équateur.
Marié en 1794, il n'a pas eu d'enfants.

## Galerie

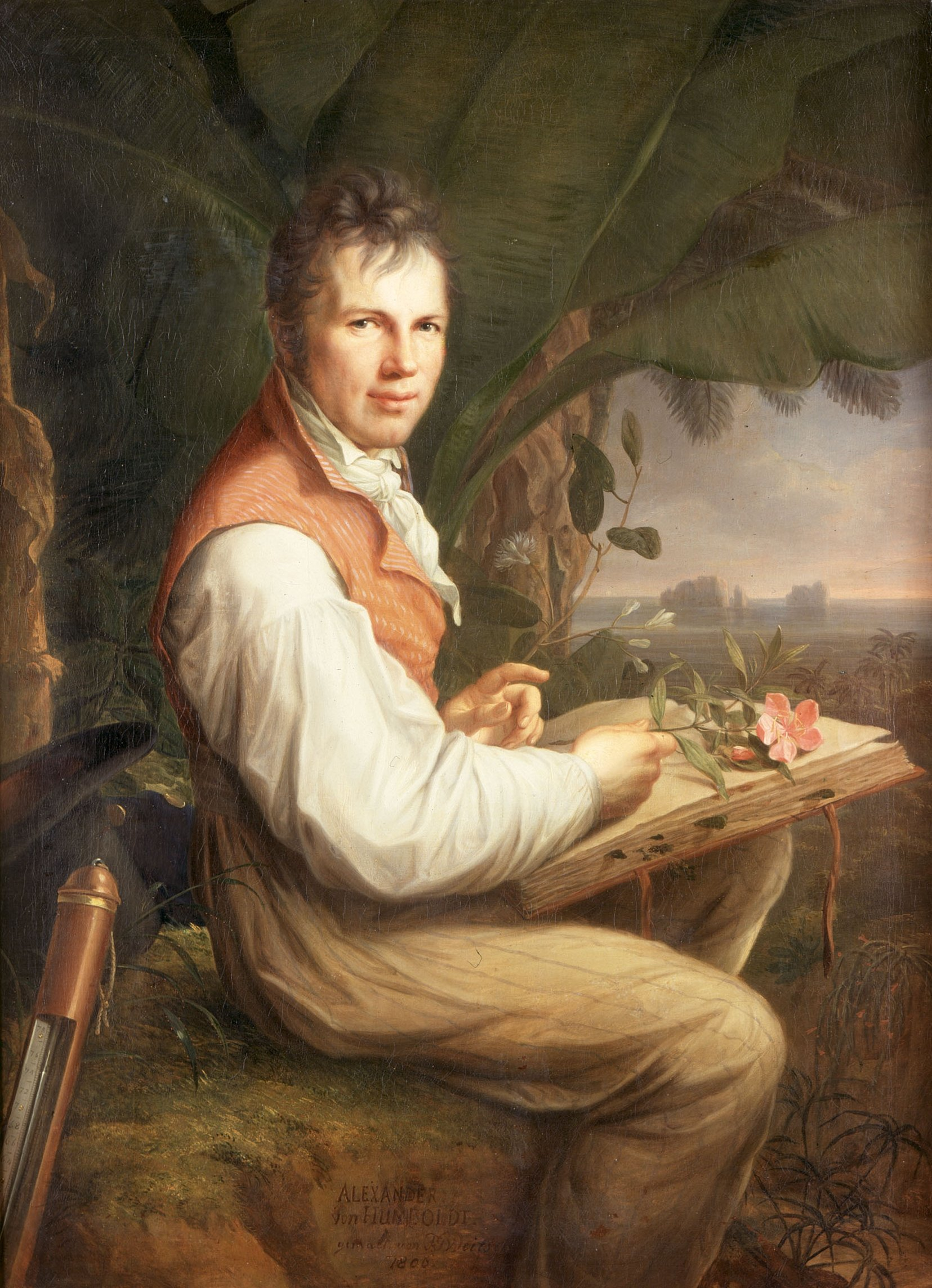
Alexander von Humboldt, Alte Nationalgalerie, 1806.
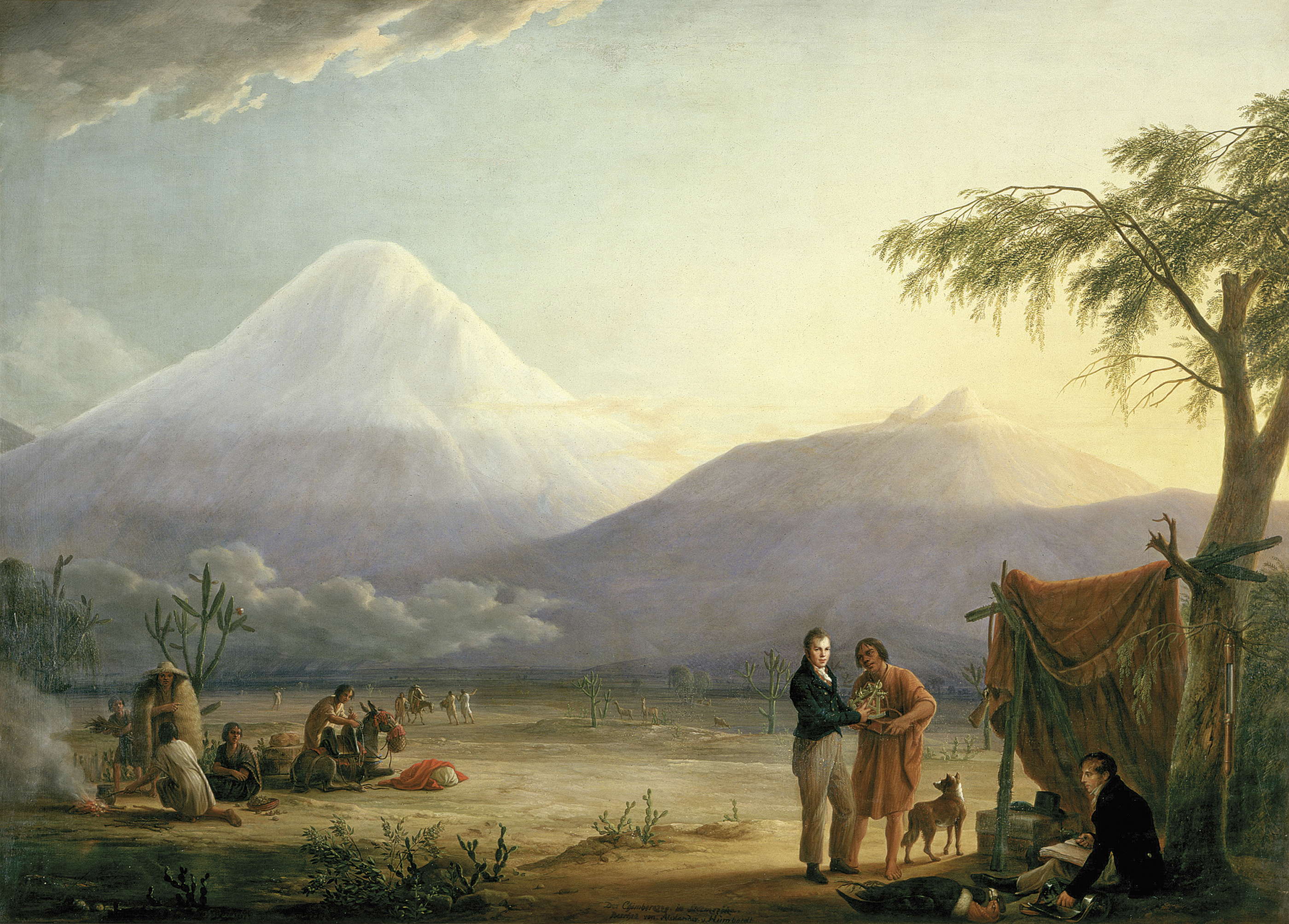
Humboldt et Aimé Bonpland au pied du volcan Chimborazo, 1806.
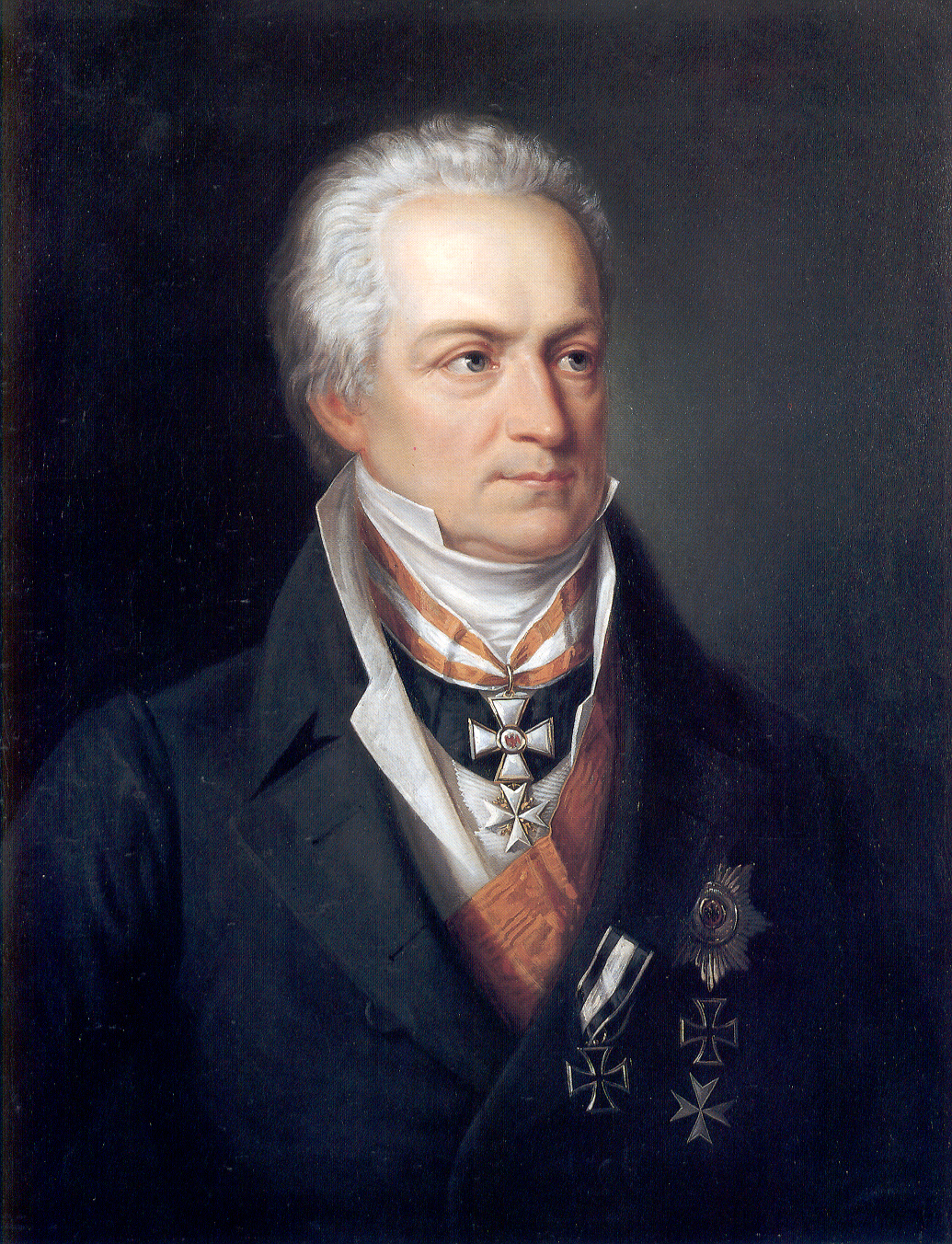
Karl August von Hardenberg, v. 1822.
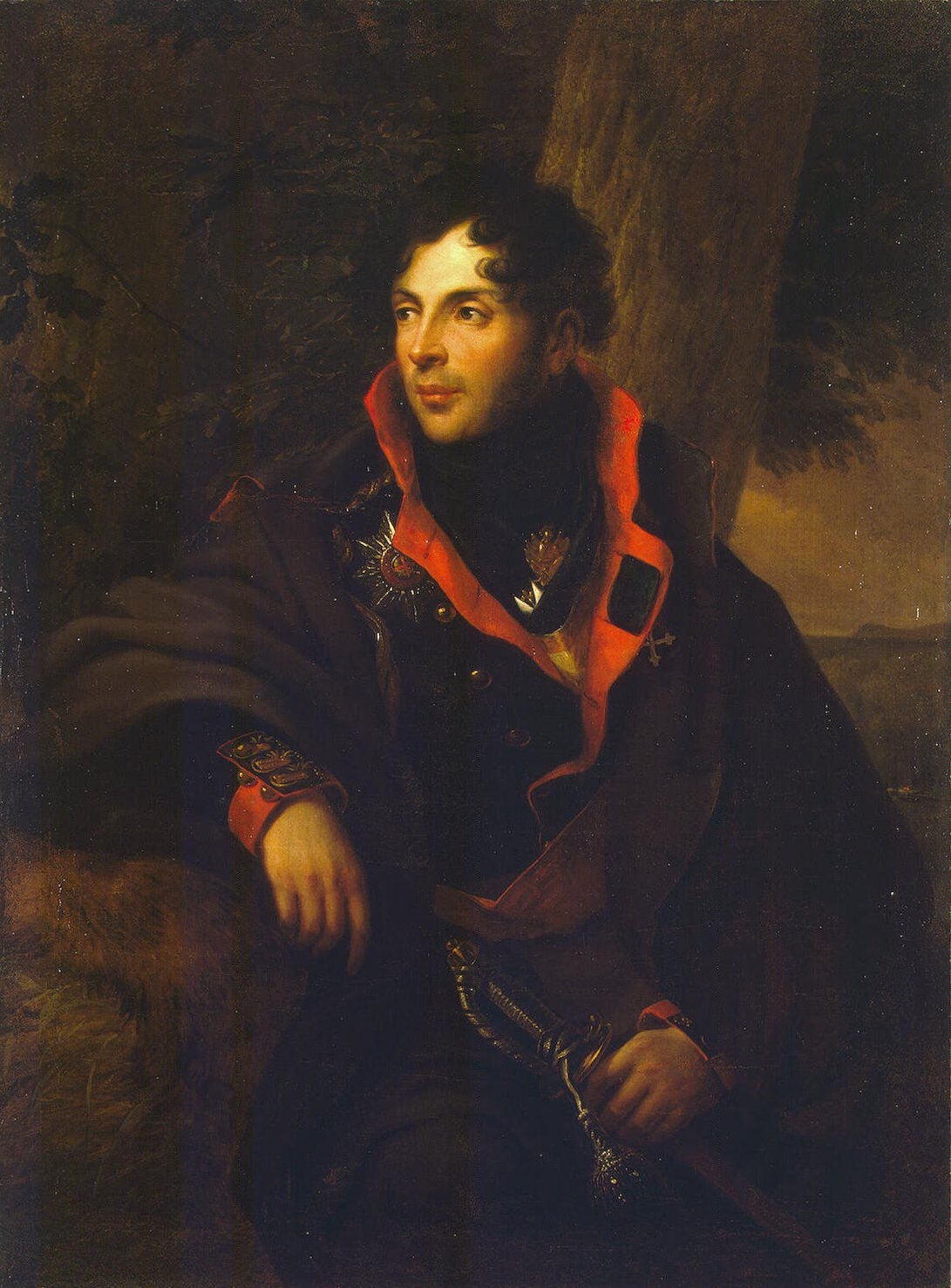
Le commandant russe Nikolai Kamensky, 1810.
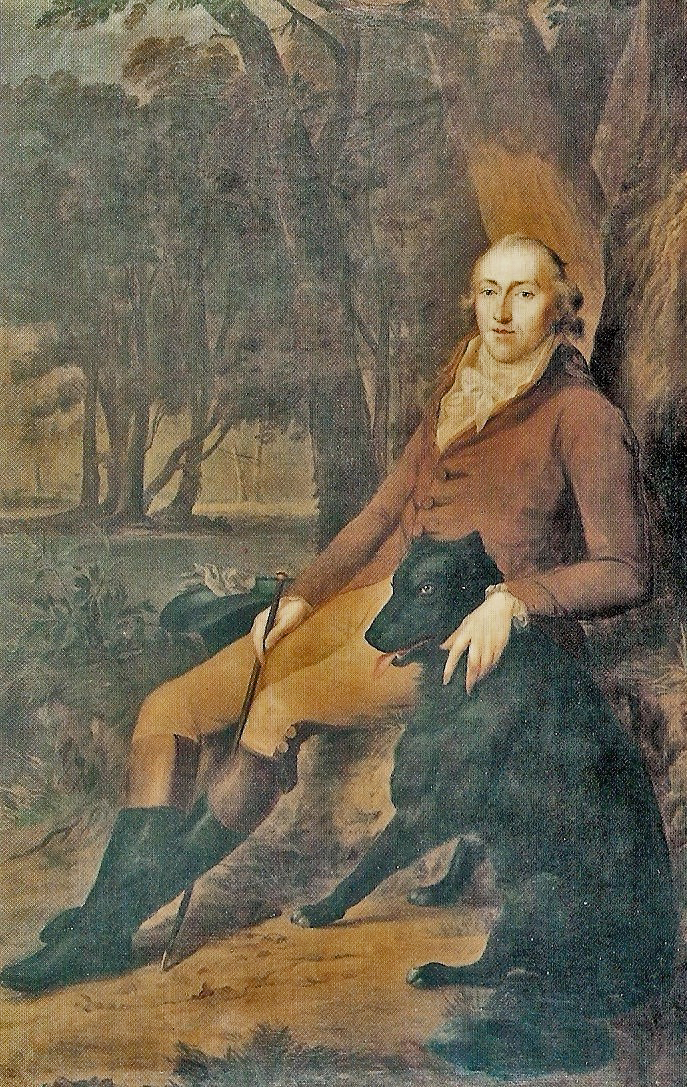
Carl Friedrich Gebhard, comte von der Schulenburg-Wolfsburg, v. 1810.
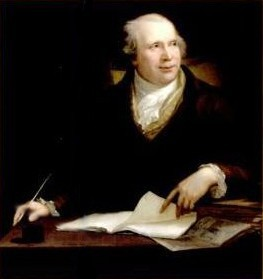
Le médecin et philosophe Marcus Herz.